# تروفيو سيرا دي ترامونتانا 2016
تروفيو سيرا دي ترامونتانا 2016 (بالإسبانية: Trofeo Serra de Tramontana 2016 )‏ هو سباق دراجات هوائية، وهو الموسم رقم 25 من نفس السباق، وأقيم في 30 يناير 2016، وامتدّ لمسافة 143.9 كيلومتر، وهو أحد سباقات طواف أوروبا للدراجات 2016، وهو من نوع سباق الدراجات، وقد شارك في السباق 165 متسابقاً ووصل إلى نهايته 103 متسابقاً.
فاز فيه بالمركز الأول فابيان كانسيليرا، وبالمركز الثاني ميكال كوياتكووسكي، وبالمركز الثالث تيسج بنوت، والفائز حسب ترتيب السرعة Johann van Zyl ‏، والفريق الفائز في ترتيب الفرق Dimension Data 2016.

## الفرق
| فرق عالمية (9)- Cannondale - Dimension Data - Etixx-Quick Step - FDJ - IAM Cycling - Lotto-Soudal - موفيستار - Sky - Trek-Segafredo فرق قارية محترفة (5)- Bora-Argon 18 - كاجا رورال-سيغوروس 2016 ‏ - Cofidis, Solutions Crédits - غازبروم روسفيلو ‏ - Akros–Excelsior–Thömus ‏ فرق قارية (5)- برجس بي إتش 2016 ‏ - موسم يوسكادي مورياس 2016 ‏ - GM Europa Ovini ‏ - Lokosphinx ‏ - بايك أيد ‏ فرق وطنية (2)- فريق إسبانيا لركوب الدراجات للرجال 2016 ‏ - فريق المملكة المتحدة لركوب الدراجات للرجال 2016 ‏ |  |
| |  |

## الفائزون
| الترتيب       | الفائز            |
| ------------- | ----------------- |
| الفائز        | فابيان كانسيليرا  |
| الثاني        | ميكال كوياتكووسكي |
| الثالث        | تيسج بنوت         |
| تسلق الجبل    | Louis Vervaeke ‏   |
| سباقات السرعة | Johann van Zyl ‏   |
| مجموعة        | Adrià Moreno      |
| الفريق        | دايمنشن داتا      |

## وصلات خارجية
- الموقع الرسمي
- تروفيو سيرا دي ترامونتانا 2016 على موقع إحصائيات الدراجات الإحترافية (الإنجليزية)
- تروفيو سيرا دي ترامونتانا 2016 في موقع Cycling Archives سايكلنج أركايفز